# Cima (botanica)
Nell'ambito della botanica una cima è un tipo di infiorescenza caratterizzata dal fatto di terminare con un fiore apicale mentre, lateralmente, presenta ulteriori assi di accrescimento che possono superare quello centrale: tale caratteristica ne determina la forma che, generalmente, è quella di un cono rovesciato.
Se l'infiorescenza continua a crescere ad ambo i lati del fiore apicale, si chiamerà "bipara", altrimenti sarà soltanto "unipara" (ad esempio, "scorpioide" oppure "elicoide").

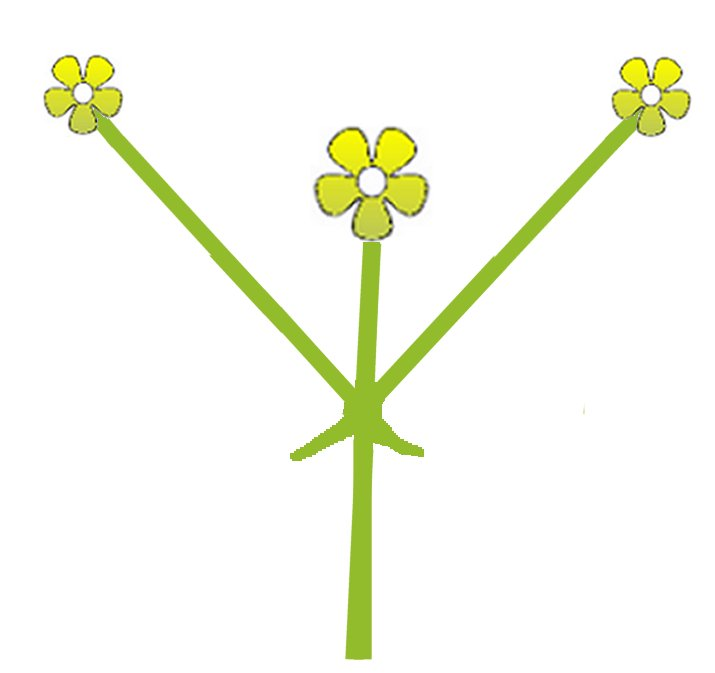
Cima bipara (l'infiorescenza continua a crescere ai lati destro e sinistro)
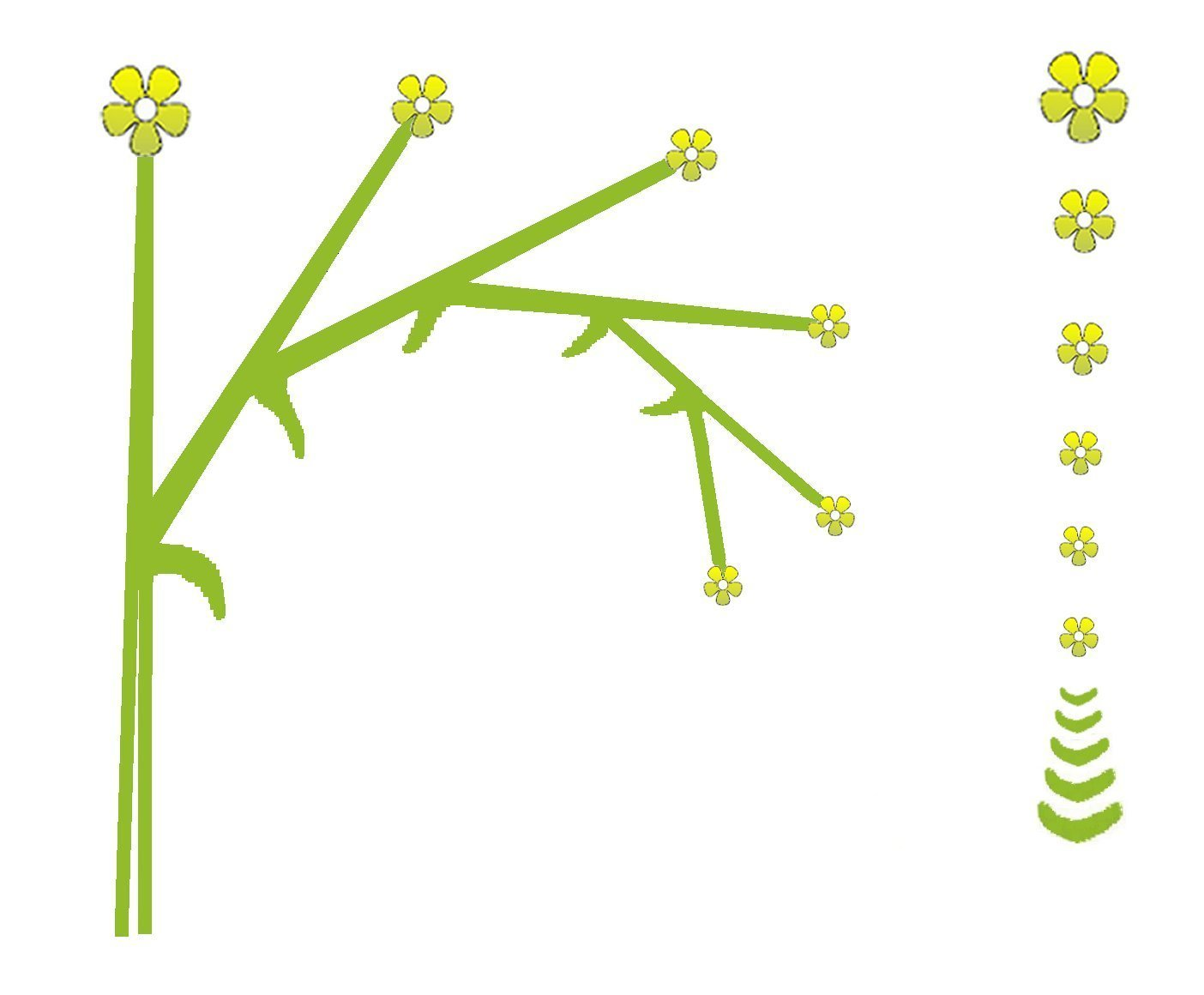
Cima scorpioide (tutte le gemme da una parte, forma ricurva)
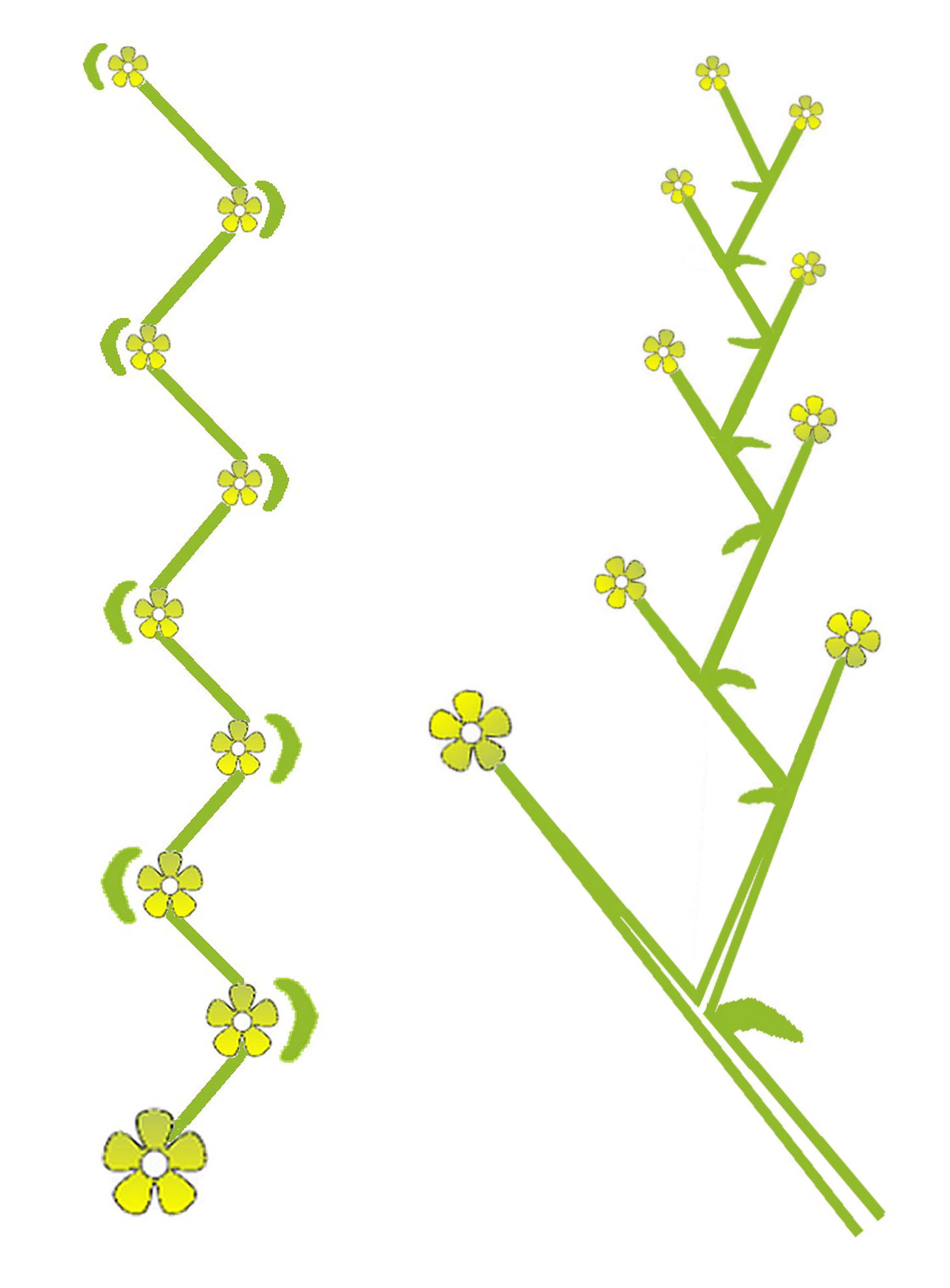
Cima elicoide (rara)